# U23-världsmästerskapet i volleyboll för damer 2017
U23-världsmästerskapet 2017 i volleyboll för damer hölls mellan 10 och 17 september 2017 i Ljubljana, Slovenien. Det var den tredje och sista upplagan av tävlingen och 12 landslag deltog. Turkiet vann tävlingen för första gången genom att besegra Slovenien i finalen. Hande Baladın utsågs till mest värdefulla spelare. Under mästerskapet testades flera nya regler, med bland annat fler, men kortare, set.

## Arenor
|                                                            |                                                         |  |
|                                                            |                                                         |  |
| Arena Stožice Stad: Lubiana Kapacitet: 12 480 Öppnad: 2010 | Hala Tivoli Stad: Lubiana Kapacitet: 5 600 Öppnad: 1965 |  |

## Regelverk

### Format
Tävlingen genomfördes i två steg med gruppspel följt av cupspel.
- I gruppspelet delades lagen in i två grupper om sex lag. De två första i varje grupp gick vidare till spel om platserna 1-4, medan lag 3 och 4 i varje grupp gick vidare till spel om plats 5-8.
- Cupspelen genomfördes för att bestämma samtliga placeringar i aktuellt intervall (1-4 eller 5-8), därför spelade samtliga lag två matcher.

### Test av nya regler
Under världsmästerskapet testade FIVB flera nya regler. Den största ändringen var att matcherna spelades i först till fyra vunna set (istället för tre) samt att det krävdes 15 poäng för setvinst (istället för de 25 som fastställts enligt den officiella förordningen). Regeln om att det krävs minst två pängs överläge hölls kvar (d.v.s. ett set kan inte sluta 15-14 utan den fortsätter då tills ett lag vinnar med minst två poäng som 16-14, 17-15 etc.). Andra mindre ändringar gällde intervallet mellan två på varandra följande set, vilken minstades från tre till två minuter, att tekniska time-outs avskaffandet och att sidbyte skedde vid slutet av det andra setet och, om nödvändigt, efter det fjärde, femte och sjätte settet samt efter att det första laget nått 8 poäng i ett sjunde set..

### Metod för att bestämma tabellplacering
Om slutresultatet blev 4-0, 4-1 eller 4-2 tilldelades 3 poäng till det vinnande laget och 0 till det förlorande laget, om slutresultatet blev 4-3 tilldelades det vinnande laget 2 poäng och det förlorande laget 1 poäng. 
Rankningsordningen i serien definierades utifrån:
- Antal vunna matcher
- Poäng
- Kvot vunna / förlorade set
- Kvot vunna / förlorade poäng.
- Inbördes möte

## Deltagande lag
| Lag                         | Turnering                                                        | Deltog senast |
| --------------------------- | ---------------------------------------------------------------- | ------------- |
| Argentina U23               | Bästa sydamerikanska lag vid panamerikanska U23-cupen 2016       | Mexiko 2013   |
| Brasilien U23               | 1:a sydamerikanska U22-mästerskapet 2016                         | Turkiet 2015  |
| Bulgarien U23               | 3:a Europakvalet 2016                                            | Turkiet 2015  |
| Kina U23                    | 4:a på FIVB:s världsranking för U23-landslag                     | Turkiet 2015  |
| Kuba U23                    | Näst bästa nordamerikanska lag vid panamerikanska U23-cupen 2016 | Turkiet 2015  |
| Egypten U23                 | 1:a afrikanska U23-mästerskapet 2016                             | Turkiet 2015  |
| Japan U23                   | 1:a asiatiska U23-mästerskapet 2017                              | Turkiet 2015  |
| Kenya U23                   | 2:a afrikanska U23-mästerskapet 2016                             | Mexiko 2013   |
| Dominikanska republiken U23 | Bästa nordamerikanska lag vid panamerikanska U23-cupen 2016      | Turkiet 2015  |
| Slovenien U23               | Värdland                                                         | Debut         |
| Thailand U23                | 2:a asiatiska U23-mästerskapet 2017                              | Turkiet 2015  |
| Turkiet U23                 | 1:a Europakvalet 2016                                            | Turkiet 2015  |

## Turneringen

### Gruppspelsfasen
| Grupp A                     | Grupp B       |
| --------------------------- | ------------- |
| Argentina U23               | Brasilien U23 |
| Kina U23                    | Bulgarien U23 |
| Egypten U23                 | Kuba U23      |
| Dominikanska republiken U23 | Japan U23     |
| Slovenien U23               | Kenya U23     |
| Thailand U23                | Turkiet U23   |

#### Grupp A

##### Resultat
| 10 september 2017 Arena Stožice, Lubiana Speltid: 1h:37 - Åskådare: 50    | Dominikanska republiken U23 | 3 - 2 | Egypten U23                 | 12-15, 15-6, 15-8, 11-15, 19-17,               |
| 10 september 2017 Arena Stožice, Lubiana Speltid: 0h:56 - Åskådare: 1 450 | Slovenien U23               | 3 - 0 | Argentina U23               | 15-11, 15-10, 15-10,                           |
| 10 september 2017 Arena Stožice, Lubiana Speltid: 0h:54 - Åskådare: 125   | Kina U23                    | 4 - 0 | Thailand U23                | 15-11, 15-6, 15-11, 15-12                      |
| 11 september 2017 Arena Stožice, Lubiana Speltid: 1h:30 - Åskådare: 50    | Thailand U23                | 4 - 2 | Argentina U23               | 11-15, 15-5, 15-10, 15-12, 13-15, 15-10        |
| 11 september 2017 Arena Stožice, Lubiana Speltid: 1h:28 - Åskådare: 50    | Kina U23                    | 4 - 2 | Egypten U23                 | 10-15, 15-11, 12-15, 15-10, 15-7, 15-7         |
| 11 september 2017 Arena Stožice, Lubiana Speltid: 1h:16 - Åskådare: 500   | Slovenien U23               | 4 - 1 | Dominikanska republiken U23 | 15-11, 15-9, 11-15, 19-17, 15-11               |
| 12 september 2017 Arena Stožice, Lubiana Speltid: 2h:03 - Åskådare: 50    | Dominikanska republiken U23 | 4 - 3 | Argentina U23               | 21-23, 12-15, 15-12, 17-15, 16-14, 20-22, 15-5 |
| 12 september 2017 Arena Stožice, Lubiana Speltid: 0h:47 - Åskådare: 1 000 | Slovenien U23               | 4 - 0 | Kina U23                    | 15-11, 15-12, 15-5, 15-8                       |
| 12 september 2017 Arena Stožice, Lubiana Speltid: 1h:25 - Åskådare: 50    | Thailand U23                | 2 - 4 | Egypten U23                 | 9-15, 15-7, 11-15, 15-9, 14-16, 4-15           |
| 14 september 2017 Arena Stožice, Lubiana Speltid: 1h:53 - Åskådare: 50    | Egypten U23                 | 3 - 4 | Argentina U23               | 10-15, 6-15, 14-16, 16-14, 15-13, 15-11, 11-15 |
| 14 september 2017 Arena Stožice, Lubiana Speltid: 0h:54 - Åskådare: 900   | Slovenien U23               | 4 - 0 | Thailand U23                | 15-8, 16-14, 15-10, 15-10                      |
| 14 september 2017 Arena Stožice, Lubiana Speltid: 0h:54 - Åskådare: 50    | Dominikanska republiken U23 | 4 - 0 | Kina U23                    | 15-10, 15-13, 15-3, 15-10                      |
| 15 september 2017 Arena Stožice, Lubiana Speltid: 1h:30 - Åskådare: 50    | Kina U23                    | 4 - 2 | Argentina U23               | 11-15, 13-15, 15-8, 15-11, 18-16, 16-14        |
| 15 september 2017 Arena Stožice, Lubiana Speltid: 1h:49 - Åskådare: 150   | Dominikanska republiken U23 | 3 - 4 | Thailand U23                | 15-9, 15-12, 12-15, 15-11, 12-15, 11-15, 19-21 |
| 15 september 2017 Arena Stožice, Lubiana Speltid: 1h:11 - Åskådare: 450   | Slovenien U23               | 4 - 1 | Egypten U23                 | 15-5, 15-17, 15-10, 15-10, 15-8                |

##### Sluttabell
| Pos. | Lag                         | Pt | M | V | F | SV | SF | Kvot   | PV  | PF  | Kvot  |
| ---- | --------------------------- | -- | - | - | - | -- | -- | ------ | --- | --- | ----- |
| 1    | Slovenien U23               | 15 | 5 | 5 | 0 | 20 | 2  | 10.000 | 331 | 230 | 1.439 |
| 2    | Dominikanska republiken U23 | 9  | 5 | 3 | 2 | 16 | 13 | 1.231  | 429 | 390 | 1.100 |
| 3    | Kina U23                    | 9  | 5 | 3 | 2 | 12 | 12 | 1.000  | 302 | 304 | 0.993 |
| 4    | Thailand U23                | 5  | 5 | 2 | 3 | 10 | 17 | 0.588  | 332 | 364 | 0.912 |
| 5    | Egypten U23                 | 4  | 5 | 1 | 4 | 12 | 18 | 0.667  | 354 | 415 | 0.853 |
| 6    | Argentina U23               | 3  | 5 | 1 | 4 | 11 | 19 | 0.579  | 390 | 435 | 0.897 |

#### Grupp B

##### Resultat
| 10 september 2017 Hala Tivoli, Lubiana Speltid: 0h:51 - Åskådare: 50  | Brasilien U23 | 4 - 0 | Kenya U23     | 15-2, 15-5, 15-11, 15-10                       |
| 10 september 2017 Hala Tivoli, Lubiana Speltid: 1h:04 - Åskådare: 50  | Turkiet U23   | 4 - 0 | Kuba U23      | 15-12, 16-14, 17-15, 15-8                      |
| 10 september 2017 Hala Tivoli, Lubiana Speltid: 1h:34 - Åskådare: 50  | Japan U23     | 2 - 4 | Bulgarien U23 | 13-15, 15-13, 15-11, 13-15, 12-15, 11-15       |
| 11 september 2017 Hala Tivoli, Lubiana Speltid: 0h:52 - Åskådare: 50  | Bulgarien U23 | 4 - 0 | Kenya U23     | 15-1, 15-5, 15-6, 15-11                        |
| 11 september 2017 Hala Tivoli, Lubiana Speltid: 0h:56 - Åskådare: 125 | Japan U23     | 4 - 0 | Kuba U23      | 15-12, 15-12, 15-7, 15-13                      |
| 11 september 2017 Hala Tivoli, Lubiana Speltid: 1h:04 - Åskådare: 50  | Brasilien U23 | 4 - 0 | Turkiet U23   | 17-15, 15-12, 15-6, 15-12                      |
| 12 september 2017 Hala Tivoli, Lubiana Speltid: 0h:49 - Åskådare: 50  | Turkiet U23   | 4 - 0 | Kenya U23     | 15-6, 15-5, 15-12, 15-11                       |
| 12 september 2017 Hala Tivoli, Lubiana Speltid: 1h:26 - Åskådare: 50  | Brasilien U23 | 4 - 1 | Japan U23     | 14-16, 15-13, 15-11, 17-15, 15-10              |
| 12 september 2017 Hala Tivoli, Lubiana Speltid: 1h:37 - Åskådare: 50  | Bulgarien U23 | 4 - 3 | Kuba U23      | 10-15, 12-15, 11-15, 15-10, 15-10, 15-11, 15-6 |
| 14 september 2017 Hala Tivoli, Lubiana Speltid: 0h:56 - Åskådare: 50  | Kuba U23      | 4 - 0 | Kenya U23     | 15-9, 15-10, 15-7, 15-12                       |
| 14 september 2017 Hala Tivoli, Lubiana Speltid: 1h:01 - Åskådare: 60  | Brasilien U23 | 0 - 4 | Bulgarien U23 | 10-15, 5-15, 14-16, 9-15                       |
| 14 september 2017 Hala Tivoli, Lubiana Speltid: 1h:15 - Åskådare: 50  | Turkiet U23   | 4 - 1 | Japan U23     | 15-12, 15-5, 15-9, 12-15, 15-8                 |
| 15 september 2017 Hala Tivoli, Lubiana Speltid: 0h:52 - Åskådare: 50  | Japan U23     | 4 - 0 | Kenya U23     | 15-7, 15-8, 15-6, 15-9                         |
| 15 september 2017 Hala Tivoli, Lubiana Speltid: 1h:19 - Åskådare: 50  | Turkiet U23   | 4 - 1 | Bulgarien U23 | 15-9, 15-12, 15-11, 10-15, 15-13               |
| 15 september 2017 Hala Tivoli, Lubiana Speltid: 1h:16 - Åskådare: 50  | Brasilien U23 | 1 - 4 | Kuba U23      | 12-15, 15-9, 10-15, 15-17, 14-16               |

##### Sluttabell
| Pos. | Lag           | Pt | M | V | F | SV | SF | Kvot  | PV  | PF  | Kvot  |
| ---- | ------------- | -- | - | - | - | -- | -- | ----- | --- | --- | ----- |
| 1    | Turkiet U23   | 12 | 5 | 4 | 1 | 16 | 6  | 2.667 | 310 | 254 | 1.220 |
| 2    | Bulgarien U23 | 11 | 5 | 4 | 1 | 17 | 9  | 1.889 | 358 | 292 | 1.226 |
| 3    | Brasilien U23 | 9  | 5 | 3 | 2 | 13 | 9  | 1.444 | 302 | 271 | 1.114 |
| 4    | Kuba U23      | 7  | 5 | 2 | 3 | 11 | 13 | 0.846 | 307 | 320 | 0.959 |
| 5    | Japan U23     | 6  | 5 | 2 | 3 | 12 | 12 | 1.000 | 313 | 306 | 1.023 |
| 6    | Kenya U23     | 0  | 5 | 0 | 5 | 0  | 20 | 0.000 | 153 | 300 | 0.510 |

### Slutspelsfasen

#### Spel om plats 1-4
|  | Semifinaler                 | Semifinaler |               |             | Final                       | Final               |  |
|  |                             |             |               |             |                             |                     |  |
|  | Turkiet U23                 | 4           |               |             |                             |                     |  |
|  | Turkiet U23                 | 4           |               |             |                             |                     |  |
|  | Dominikanska republiken U23 | 3           |               |             |                             |                     |  |
|  | Dominikanska republiken U23 | 3           |               | Turkiet U23 | 4                           |                     |  |
|  |                             |             |               | Turkiet U23 | 4                           |                     |  |
|  |                             |             | Slovenien U23 | 0           |                             |                     |  |
|  | Slovenien U23               | 4           | Slovenien U23 | 0           |                             |                     |  |
|  | Slovenien U23               | 4           |               |             |                             |                     |  |
|  | Bulgarien U23               | 1           |               |             | Match om tredjepris         | Match om tredjepris |  |
|  | Bulgarien U23               | 1           |               |             |                             |                     |  |
|  |                             |             |               |             |                             |                     |  |
|  |                             |             |               |             | Dominikanska republiken U23 | 2                   |  |
|  |                             |             |               |             | Dominikanska republiken U23 | 2                   |  |
|  |                             |             |               |             | Bulgarien U23               | 4                   |  |

##### Semifinaler
| 16 september 2017 Arena Stožice, Lubiana Speltid: 1h:51 - Åskådare: 120   | Turkiet U23   | 4 - 3 | Dominikanska republiken U23 | 11-15, 16-14, 11-15, 13-15, 15-7, 16-14, 15-8 |
| 16 september 2017 Arena Stožice, Lubiana Speltid: 1h:11 - Åskådare: 2 000 | Slovenien U23 | 4 - 1 | Bulgarien U23               | 11-15, 15-10, 15-12, 18-16, 15-4              |

##### Match om tredjepris
| 17 september 2017 Arena Stožice, Lubiana Speltid: 1h:33 - Åskådare: 120 | Dominikanska republiken U23 | 2 - 4 | Bulgarien U23 | 15-12, 8-15, 11-15, 18-16, 11-15, 9-15 |

##### Final
| 17 september 2017 Arena Stožice, Lubiana Speltid: 1h:04 - Åskådare: 2 500 | Turkiet U23 | 4 - 0 | Slovenien U23 | 15-12, 15-11, 15-13, 15-8 |

#### Spel om plats 5-8
|  | Matcher om plats 5-8 | Matcher om plats 5-8 |               |          | Match om femteplats  | Match om femteplats  |  |
|  |                      |                      |               |          |                      |                      |  |
|  | Kina U23             | 1                    |               |          |                      |                      |  |
|  | Kina U23             | 1                    |               |          |                      |                      |  |
|  | Kuba U23             | 4                    |               |          |                      |                      |  |
|  | Kuba U23             | 4                    |               | Kuba U23 | 0                    |                      |  |
|  |                      |                      |               | Kuba U23 | 0                    |                      |  |
|  |                      |                      | Brasilien U23 | 4        |                      |                      |  |
|  | Brasilien U23        | 4                    | Brasilien U23 | 4        |                      |                      |  |
|  | Brasilien U23        | 4                    |               |          |                      |                      |  |
|  | Thailand U23         | 0                    |               |          | Match om sjundeplats | Match om sjundeplats |  |
|  | Thailand U23         | 0                    |               |          |                      |                      |  |
|  |                      |                      |               |          |                      |                      |  |
|  |                      |                      |               |          | Kina U23             | 4                    |  |
|  |                      |                      |               |          | Kina U23             | 4                    |  |
|  |                      |                      |               |          | Thailand U23         | 2                    |  |

##### Matcher om plats 5-8
| 16 september 2017 Hala Tivoli, Lubiana Speltid: 1h:12 - Åskådare: 50 | Kina U23      | 1 - 4 | Kuba U23     | 14-16, 15-6, 10-15, 10-15, 16-18 |
| 16 september 2017 Hala Tivoli, Lubiana Speltid: 1h:04 - Åskådare: 50 | Brasilien U23 | 4 - 0 | Thailand U23 | 18-16, 16-14, 15-10, 15-7        |

##### Match om sjundeplats
| 17 september 2017 Hala Tivoli, Lubiana Speltid: 1h:25 - Åskådare: 50 | Kina U23 | 4 - 2 | Thailand U23 | 14-16, 12-15, 15-4, 16-14, 15-3, 19-17 |

##### Match om femteplats
| 17 september 2017 Hala Tivoli, Lubiana Speltid: 0h:51 - Åskådare: 50 | Kuba U23 | 0 - 4 | Brasilien U23 | 12-15, 6-15, 8-15, 13-15 |

## Slutplaceringar
| Pos | Lag                         |
| --- | --------------------------- |
|     | Turkiet U23                 |
|     | Slovenien U23               |
|     | Bulgarien U23               |
| 4   | Dominikanska republiken U23 |
| 5   | Brasilien U23               |
| 6   | Kuba U23                    |
| 7   | Kina U23                    |
| 8   | Thailand U23                |
| 9   | Egypten U23                 |
| 9   | Japan U23                   |
| 11  | Argentina U23               |
| 11  | Kenya U23                   |

## Individuella utmärkelser
| Utmärkelse              | Namn             | Lag                         |
| ----------------------- | ---------------- | --------------------------- |
| Mest värdefulla spelare | Hande Baladın    | Turkiet U23                 |
| Bästa passare           | Eva Mori         | Slovenien U23               |
| Bästa högerspiker       | Iza Mlakar       | Slovenien U23               |
| Bästa vänsterspiker     | Hande Baladın    | Turkiet U23                 |
| Bästa vänsterspiker     | Madeline Guillén | Dominikanska republiken U23 |
| Bästa center            | Beyza Arıcı      | Turkiet U23                 |
| Bästa center            | Saša Planinšec   | Slovenien U23               |
| Bästa libero            | Žana Todorova    | Bulgarien U23               |